# نظریه توطئه سورپرایز اکتبر
نظریه توطئه سورپرایز اکتبر، نظریه توطئه‌ای است که بیان می‌کند گروگان‌گیری در سفارت آمریکا به هدف تأثیرگذاری در انتخابات ریاست جمهوری ۱۹۸۰ آمریکا و شکست کارتر توسط ریگان طراحی شده بود.
یکی از مهم‌ترین مسائل ملی آمریکا در سال ۱۹۸۸ آزادی ۶۶ گروگان آمریکایی بود که از ۴ نوامبر ۱۹۷۹ گروگان بودند.
ریگان در انتخابات پیروز شد. دقایقی پس از سخنرانی تحلیفش در حقیقت دقایقی پس از سخنرانی ۲۰ دقیقه‌ای خود، ایران اعلام کرد که گروگان‌ها را آزاد می‌کند.
این حادثه باعث ایجاد یک نظریه توطئه شد که نمایندگان کمپین ریاست جمهوری ریگان با ایران تبانی کرده بودند که آزادی گروگان‌ها را برای بی‌نتیجه گذاشتن جیمی کارتر از یک غافلگیری اکتبر به تأخیر بیندازند.
پس از دوازده سال توجه مختلف رسانه‌ای، هر دو مجلس کنگره ایالات متحده آمریکا تحقیقات مجزایی در این موضوع انجام دادند و نتیجه گرفتند شواهد معتبری برای تأیید این اتهام وجود ندارد یا کافی نیست.